# Zaguzsén

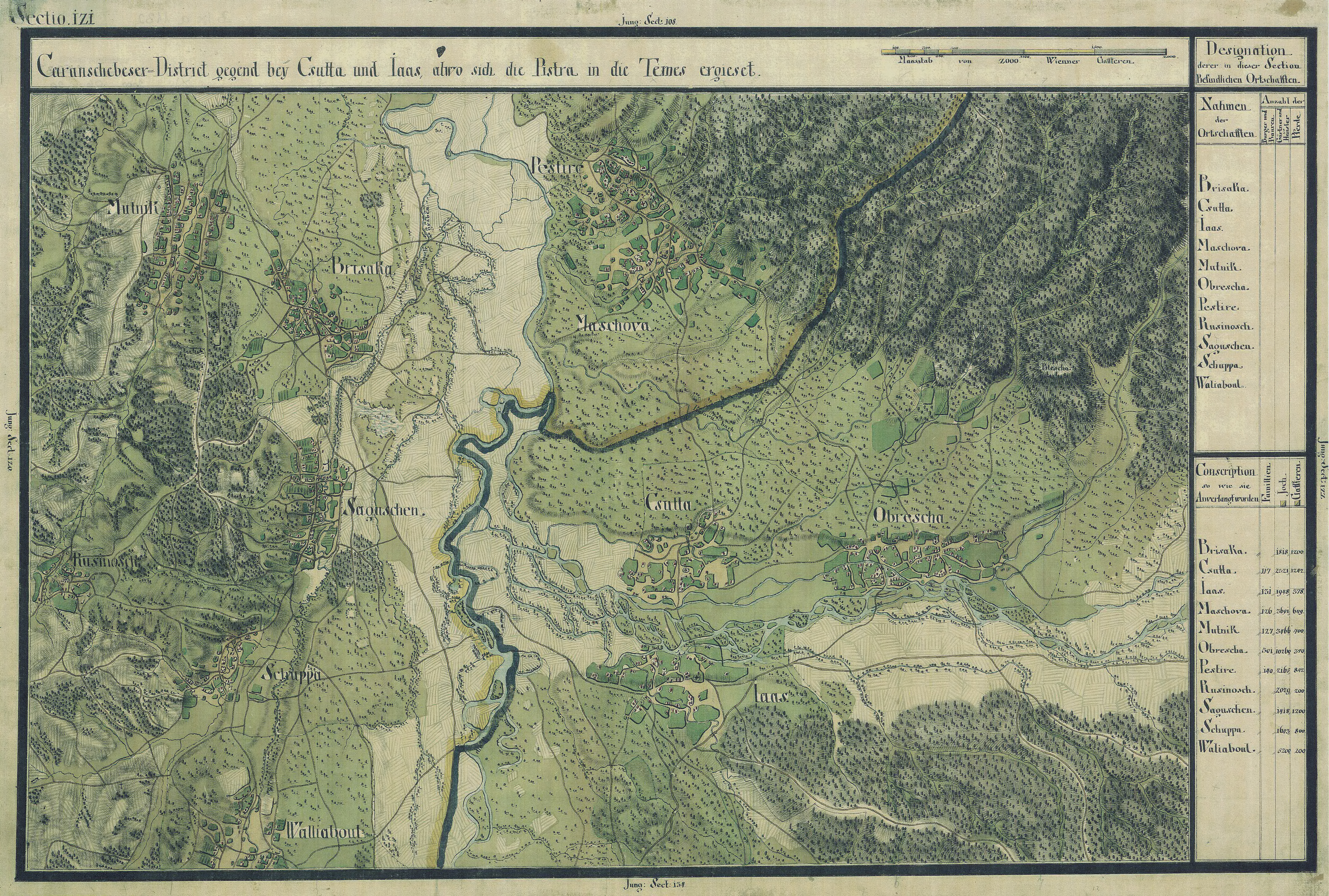
Zaguzsén egy régi térképen

Zaguzsén románul: Zăgujeni, falu Romániában, a Bánságban, Krassó-Szörény megyében.

## Fekvése
Lugostól délkeletre, a karánsebesi út mellett fekvő település.

## Története
Zaguzsén nevét 1532-ben említette először oklevél Zegwsen néven. 1559-ben Zagwsen, 1569-ben Zagwsan, 1590-ben Alsó-Zaguseny, 1632-ben Alsó-Zagusen, Zagusan, 1690-1700 között Sagusen, 1717-ben Sakosciani, 1808-ban Zaguzsén, 1888-ban Zaguzseny, 1913-ban Zsaguzsén formában írták.
1851-ben Fényes Elek írta a településről: „Zaguszén, Krassó vármegyei oláh falu, a Temes mellett, utolsó posta Szakulhoz 1 órányira: 27 katholikus, 534 óhitű lakossal, s anyatemplommal. Földesura a Jakabffy család.”
A trianoni békeszerződés előtt Krassó-Szörény vármegye Temesi járásához tartozott. 1910-ben 584 lakosából 506 román, 43 magyar, 19 német volt. Ebből 520 görög keleti ortodox, 61 római katolikus  volt.

## Híres emberek
- itt született 1897. november 17-én Szabó János, a Széna téri felkelők parancsnoka, az 1956-os forradalom mártírja